# Weezer

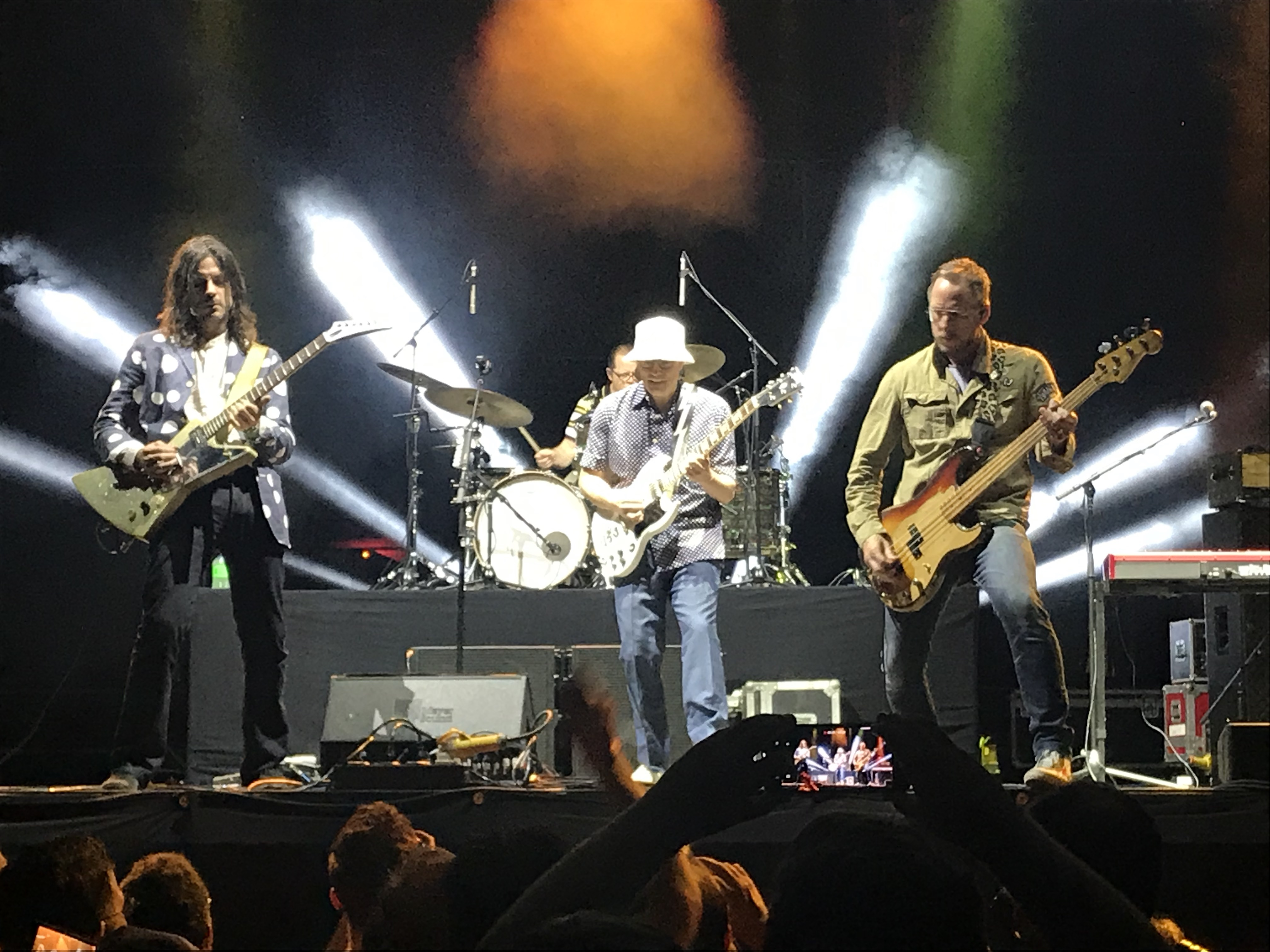
Weezer in 2019 tijdens Musikfest in Bethlehem (Pennsylvania)

Weezer is een alternatieve rockband uit Los Angeles die op Valentijnsdag in 1992 werd opgericht door zanger-gitarist-componist Rivers Cuomo.

## Geschiedenis
Op het debuutalbum Weezer (1994), waarnaar - in verband met de gelijknamige albums uit 2001, 2008, 2016 en 2019 - ook verwezen wordt als the Blue Album, liet de band lichte maar vaak melancholieke popdeuntjes horen. Met het nummer Buddy Holly scoorde de band in 1995 een hit, waarbij de Happy Days-videoclip bij het nummer (geregisseerd door Spike Jonze) ook bijdroeg aan het succes. Deze videoclip is ook ooit op de installatie cd-rom (1995-1997) van het besturingssysteem Windows 95 van Microsoft bijgeleverd geweest. Ook de singles Undone - The Sweater Song en Say It Ain't So waren succesvol.
De opvolger, Pinkerton (1996), was een serieuzer album en bleek een commerciële flop. Door de negatieve nasleep stond de band op het punt zichzelf op te heffen, hoewel de reputatie van dit album zich na verloop van tijd zou herstellen als Weezers meest geroemde werk. In 1998 verliet bassist Matt Sharp de band en werd hij vervangen door Mikey Welsh.
Tot ieders verrassing werd in 2001 een nieuw album uitgebracht: Weezer, ditmaal met een groen hoesje. Wederom scoorde de band enige hitjes, te weten Hash Pipe en Island in the Sun. Bassist Mikey Welsh verliet de band na een zenuwinzinking en werd vervangen door Scott Shriner. Na het groene album ging Weezer direct weer op tournee, waarna in 2002 het album Maladroit verscheen. Dit album deed vergeleken met the green album weinig stof opwaaien.
Nadien volgden de albums Make Believe (met de hits Beverly Hills en Perfect Situation), Weezer (het rode album, met een rood hoesje) en Raditude. Voor 2010 plande de groep veel nieuwe uitgaven; in september verscheen het album Hurley, verwijzend naar het personage uit de tv-serie Lost, Weezer maakte ook nog de videoclip van "Memories" met de cast van de MTV serie "Jackass" en in november 2010 werden de deluxe-editie van Pinkerton en Death to False Metal uitgebracht, een verzamelalbum van alle liedjes die de vorige albums niet haalden. In 2011 overleed voormalig bandlid Mikey Welsh aan een hartaanval, mogelijk na een overdosis drugs.
In 2014 verscheen het album Everything Will Be All Right in the End, waarmee de groep terugkeerde naar hun roots. Dit album oogstte goede kritieken en om verder te bouwen op dit succes bracht de groep in 2015 twee nieuwe singles uit, Thank God for Girls en Do You Wanna Get High?, die aanvankelijk gepromoot werden als op zichzelf staande singles. Op 14 januari 2016 kondigde de groep aan dat er op 1 april 2016 een nieuw album zou verschijnen, waarop ook de eerder uitgebrachte singles te vinden zijn. Ook dit album kreeg de naam Weezer, ditmaal met een wit hoesje, nadat eerder al een blauw, groen en rood album werden uitgebracht. Op de dag van de aankondiging werd meteen ook de nieuwe single King of The World uitgebracht. In herfst 2017 verscheen het volgende album, Pacific Daydream
Eind mei 2018 bracht Weezer op aandringen van fans een cover uit van Toto's single Africa uit 1982. Deze cover werd hun eerste hitnotering in de Billboard Hot 100 in bijna een decennium. Vervolgens verscheen in januari 2019 het coveralbum Weezer, in een groenblauw hoesje, bestaande uit tien covers waaronder het eerder genoemde Africa. In maart van hetzelfde jaar verschijnt nòg een album onder de naam Weezer, ditmaal met een zwart hoesje.
Midden november 2019 maakten ze een cover van Lost in the Woods, een nummer uit Frozen 2. Ze maakten er ook een clip bij, hier speelde Kristin Bell, actrice van het personage Anna, ook in mee.
In 2021 bracht de band het album 'OK Human' met een meer orkestrale sound. Hoewel de titel doet denken aan 'OK Computer' van Radiohead, hebben ze muzikaal niets met elkaar te maken. Op 7 mei 2021 brengt de band het hardrock-geïnspireerde album 'Van Weezer' uit, waarvan de titel een knipoog is naar rockband Van Halen. De Hella Mega Tour met Green Day, Fall Out Boy en Weezer zou plaatsvinden in het Antwerps Sportpaleis op 17 juni 2020, maar werd wegens de Coronapandemie uitgesteld naar 21 juni 2021 en vervolgens opnieuw uitgesteld naar dinsdag 21 juni 2022.

## Bezetting
Huidige leden
- Rivers Cuomo – leadzang, leadgitaar, keyboard, piano, harmonica, nu en dan achtergrondzang, basgitaar, drumstel (1992–heden)
- Patrick Wilson – drumstel, percussie, achtergrondzang, nu en dan leadzang (1992–heden); gitaar, keyboard (2007–heden)
- Brian Bell – slaggitaar, keyboard, achtergrondzang, nu en dan leadzang (1993–heden)
- Scott Shriner – basgitaar, keyboard, gitaar, achtergrondzang, nu en dan leadzang (2001–heden)

Tourneeleden
- Karl Koch – gitaar, basgitaar, keyboard, achtergrondzang, drumstel, percussie (2010–heden)

Voormalige leden
- Matt Sharp – basgitaar, gitaar, keyboard, achtergrondzang (1992–1997)
- Jason Cropper – gitaar, basgitaar, keyboard, achtergrondzang (1992–1993)
- Mikey Welsh – basgitaar, gitaar, keyboard, achtergrondzang (1998–2001; overleden in 2011)

Voormalige tourneeleden
- Bobby Schneck - gitaar, basgitaar, keyboard, achtergrondzang (2000–2005)
- Josh Freese – drumstel, percussie (2009–2012)
- Daniel Brummel - gitaar, basgitaar, keyboard, achtergrondzang, drumstel, percussie (2012–2014)

## Discografie

### Albums
| Album met eventuele hitnotering(en) in de Nederlandse Album Top 100 | Datum van verschijnen | Datum van binnenkomst | Hoogste positie | Aantal weken | Opmerkingen                    |
| ------------------------------------------------------------------- | --------------------- | --------------------- | --------------- | ------------ | ------------------------------ |
| The Kitchen Tape                                                    | 04-09-1992            |                       |                 |              | Demo                           |
| Weezer (blauwe album)                                               | 10-05-1994            | 08-07-1995            | 48              | 9            | Debuutalbum                    |
| Songs From The Black Hole                                           | Gepland voor 1996     |                       |                 |              | Rockopera Onvoltooide album    |
| Pinkerton                                                           | 24-09-1996            | 12-10-1996            | 94              | 4            | Laatste album met Matt Sharp   |
| Weezer (groene album)                                               | 15-05-2001            |                       |                 |              | Enige album met Mikey Welsh    |
| Maladroit                                                           | 14-05-2002            | 01-06-2002            | 95              | 1            | Eerste album met Scott Shriner |
| The Lion And The Witch                                              | 24-09-2002            |                       |                 |              | Live EP                        |
| DVD Weezer Video Capture Device, treasures from the vault 1991-2002 | 2004                  |                       |                 |              |                                |
| Make Believe                                                        | 10-05-2005            | 14-05-2005            | 82              | 2            |                                |
| Weezer (rode album)                                                 | 03-06-2008            |                       |                 |              |                                |
| Christmas With Weezer                                               | 16-12-2008            |                       |                 |              | EP                             |
| Raditude                                                            | 30-10-2009            |                       |                 |              |                                |
| Hurley                                                              | 10-09-2010            | 18-09-2010            | 98              | 1            |                                |
| Everything Will Be Alright In The End                               | 07-10-2014            |                       |                 |              |                                |
| Weezer (witte album)                                                | 01-04-2016            |                       |                 |              |                                |
| Pacific Daydream                                                    | 27-10-2017            | 04-11-2017            | 177             | 1            |                                |
| Weezer (groenblauwe album)                                          | 24-01-2019            |                       |                 |              |                                |
| Weezer (zwarte album)                                               | 01-03-2019            |                       |                 |              |                                |
| OK Human                                                            | 29-01-2021            |                       |                 |              |                                |
| Van Weezer                                                          | 07-05-2021            |                       |                 |              |                                |
| SZNZ: Spring                                                        | 21-03-2022            |                       |                 |              | EP                             |
| SZNZ: Summer                                                        | 21-06-2022            |                       |                 |              | EP                             |
| SZNZ: Autumn                                                        | 21-09-2022            |                       |                 |              | EP                             |
| SZNZ: Winter                                                        | 21-12-2022            |                       |                 |              | EP                             |

| Album met hitnotering(en) in de Vlaamse Ultratop 200 albums | Datum van verschijnen | Datum van binnenkomst | Hoogste positie | Aantal weken | Opmerkingen |
| ----------------------------------------------------------- | --------------------- | --------------------- | --------------- | ------------ | ----------- |
| Weezer (blauwe hoes)                                        | 1994                  | 08-07-1995            | 19              | 10           |             |
| Pinkerton                                                   | 1996                  | 12-10-1996            |                 |              |             |
| Weezer (groene hoes)                                        | 2001                  |                       |                 |              |             |
| Maladroit                                                   | 2002                  | 01-06-2002            |                 |              |             |
| Make believe                                                | 2005                  | 21-05-2005            | 58              | 4            |             |
| Weezer (rode hoes)                                          | 2008                  |                       |                 |              |             |
| Raditude                                                    | 2009                  |                       |                 |              |             |
| Hurley                                                      | 2010                  | 18-09-2010            |                 |              |             |
| Everything will be alright in the end                       | 2014                  | 18/10/2014            | 166             | 2            |             |
| Weezer (witte hoes)                                         | 2016                  |                       |                 |              |             |
| Pacific daydream                                            | 2017                  |                       |                 |              |             |
| Weezer (groenblauwe hoes)                                   | 2019                  |                       |                 |              |             |
| Weezer (zwarte hoes)                                        | 2019                  |                       |                 |              |             |

### Singles
| Single met eventuele hitnotering(en) in de Nederlandse Top 40  | Datum van verschijnen | Datum van binnenkomst | Hoogste positie | Aantal weken | Opmerkingen                               |
| -------------------------------------------------------------- | --------------------- | --------------------- | --------------- | ------------ | ----------------------------------------- |
| Undone - The Sweater Song                                      | 1994                  |                       |                 |              |                                           |
| Buddy Holly                                                    | 1995                  | 01-07-1995            | 27              | 6            | met Happy Days                            |
| Say It Ain't So                                                | 1995                  |                       |                 |              |                                           |
| El Scorcho                                                     | 1996                  |                       |                 |              |                                           |
| The Good Life                                                  | 1996                  |                       |                 |              |                                           |
| Pink Triangle                                                  | 1997                  |                       |                 |              |                                           |
| Hash Pipe                                                      | 2001                  | 07-07-2001            | 74              | 1            |                                           |
| Island In The Sun                                              | 2001                  |                       |                 |              |                                           |
| Photograph                                                     | 2001                  |                       |                 |              |                                           |
| Dope Nose                                                      | 2002                  |                       |                 |              |                                           |
| Keep Fishin                                                    | 2002                  |                       |                 |              | met The Muppet Show                       |
| Beverly Hills                                                  | 2005                  |                       |                 |              | met Hugh Hefner op de The Playboy Mansion |
| We Are All On Drugs                                            | 2005                  |                       |                 |              |                                           |
| Perfect Situation                                              | 2006                  |                       |                 |              |                                           |
| This Is Such A Pity                                            | 2006                  |                       |                 |              |                                           |
| Pork and Beans                                                 | 2008                  |                       |                 |              | met fragmenten van YouTubefilmpjes        |
| Troublemaker                                                   | 2008                  |                       |                 |              |                                           |
| The Greatest Man That Ever Lived (Variations on a Shaker Hymn) | 2008                  |                       |                 |              |                                           |
| Dreamin'                                                       | 2008                  |                       |                 |              |                                           |
| (If You're Wondering If I Want You To) I Want You To           | 2009                  |                       |                 |              |                                           |
| I'm Your Daddy                                                 | 2010                  |                       |                 |              |                                           |
| Memories                                                       | 2010                  |                       |                 |              | met fragmenten van de serie Jackass       |
| Hang On                                                        | 2011                  |                       |                 |              |                                           |
| Back to the Shack                                              | 2014                  |                       |                 |              |                                           |
| Cleopatra                                                      | 2014                  |                       |                 |              |                                           |
| Da Vinci                                                       | 2014                  |                       |                 |              |                                           |
| Go Away                                                        | 2015                  |                       |                 |              |                                           |
| Thank God for Girls                                            | 2015                  |                       |                 |              |                                           |
| Do You Wanna Get High?                                         | 2015                  |                       |                 |              |                                           |
| King of The World                                              | 2016                  |                       |                 |              |                                           |
| Feels Like Summer                                              | 2017                  |                       |                 |              |                                           |
| Happy Hour                                                     | 2017                  |                       |                 |              |                                           |
| Africa                                                         | 2018                  |                       |                 |              |                                           |
| Can't Knock the Hustle                                         | 2018                  |                       |                 |              |                                           |
| Lost in the Woods                                              | 2019                  |                       |                 |              | Cover Frozen 2                            |

### NPO Radio 2 Top 2000
Van Weezer stond alleen Buddy Holly in 2015 in de NPO Radio 2 Top 2000, op plek 1813.